# Wang Ziying
Wang Ziying (chinesisch 王紫莹; * 15. August 1998 in Dazhou) ist eine chinesische Rollstuhltennisspielerin.

## Karriere
Wang Ziying begann im Alter von elf Jahren mit dem Rollstuhltennis. Im Mai 2015 stand sie mit Platz drei auf ihrer besten Position in der Juniorenweltrangliste. Seit dieser Zeit konnte sie im Einzel und Doppel mehrere internationale Turniere niedrigerer Kategorie gewinnen, dabei war sie besonders auf Hartplätzen erfolgreich. Auch auf Grand-Slam-Ebene gelangen ihr große Erfolge, so etwa bei den Wimbledon Championships 2024, als sie als erste Chinesin das Halbfinale von Wimbledon erreichen konnte. Dort verlor sie in zwei Sätzen gegen die Weltranglistenerste Diede de Groot. 2025 wurde sie am selben Ort die erste chinesische Grand-Slam-Siegerin, sie konnte sie das Turnier sogar im Einzel – durch einen Zweisatzsieg gegen die Weltranglistenerste Yui Kamiji – und im Doppel gewinnen. Dabei trat sie mit ihrer Landsfrau Li Xiaohui an, mit der sie im selben Jahr bereits die Australian Open gewann.
Wang Ziying trat zweimal bei den Paralympischen Spielen an. 2021 in Tokio verlor sie im Viertelfinale gegen die an Nummer drei gesetzte Aniek van Koot, im Doppel spielte sie mit ihrer Partnerin Zhu Zhenzhen sogar um Bronze. Die beiden mussten sich allerdings dem japanischen Doppel Yui Kamiji und Momoko Ohtani geschlagen geben. In Paris hatte sie 2024 mit Guo Luoyao mehr Erfolg und gewann Bronze. Das war die erste Medaille für China in Rollstuhltennis, seit der Sport 1992 paralympisch wurde. Nachdem Wang Ziying ihr Einzel-Halbfinale gegen Diede de Groot verloren hatte, traf sie erneut auf Aniek van Koot, diesmal allerdings im Spiel um Bronze. Die Niederländerin konnte auch diese Partie für sich entscheiden.

## Leistungsbilanz bei den Grand-Slam-Turnieren

### Einzel
| Turnier         | 2024 | 2025 | Karriere |
| --------------- | ---- | ---- | -------- |
| Australian Open | –    | HF   | HF       |
| French Open     | VF   | VF   | VF       |
| Wimbledon       | HF   | S    | S        |
| US Open         |      |      | —        |

### Doppel
| Turnier         | 2024 | 2025 | Karriere |
| --------------- | ---- | ---- | -------- |
| Australian Open | –    | S    | S        |
| French Open     | VF   | F    | F        |
| Wimbledon       | HF   | S    | S        |
| US Open         |      |      | —        |

Zeichenerklärung: S = Turniersieg; F, HF, VF, AF = Einzug ins Finale / Halbfinale / Viertelfinale / Achtelfinale; 1, 2, 3 = Ausscheiden in der 1. / 2. / 3. Hauptrunde; nicht ausgetragen